# Кокубундзи
Кокубундзи (яп. 国分寺市 Кокубундзи-си) — город в Японии, находящийся в префектуре Токио. Площадь города составляет 11,48 км², население — 129 353 человека (1 октября 2020), плотность населения — 11 267,68 чел./км².

## Географическое положение
Город расположен на острове Хонсю в префектуре Токио региона Канто. С ним граничат города Футю, Кунитати, Татикава, Кодайра, Коганеи.

## Население
Население города составляет 129 353 человека (1 октября 2020), а плотность — 11 267,68 чел./км². Изменение численности населения с 1980 по 2005 годы:
| 1980 | 91 010 чел.  |  |
| 1985 | 95 467 чел.  |  |
| 1990 | 100 982 чел. |  |
| 1995 | 105 786 чел. |  |
| 2000 | 111 404 чел. |  |
| 2005 | 117 604 чел. |  |

## Символика
Деревом города считается Zelkova serrata, цветком — Rhododendron indicum.